# 杨汉烈
杨汉烈（1917年—1987年7月10日），号北魂，四川省广安县人，四川军阀杨森之次子，母谭正德为杨森续弦。
杨汉烈曾就读于北京私立育英学校、中央陆军军官学校第十六期骑兵科。早年在其父军中任职。抗日战争期间在第二十军中任职，曾任排长、连长、上尉参谋、营长、团长等。1945年起，又历任贵州省保安司令部教导团团长、贵州省保安第二总队少将总队长、贵州省直辖区保安司令、重庆市保警总队总队长等。1949年，出任西南军政长官公署第二十军第七十九师师长，第二十军军长。其后率部加入中国人民解放军，历任第七军第十九师师长、西北军区参议室副主任。此后，还曾担任过甘肃省政协副主席、中国国民党革命委员会甘肃省副主委、甘肃省侨联名誉主席、全国人大代表等。1987年7月10日逝于兰州。